# Гальвасай
Гальваса́й, Галвасай или Галибаса́й (узб. G‘alvasoy, Ғалвасой — «шумная, говорливая река», G‘olibasoy, Ғолибасой) — горная река (сай) в Бостанлыкском районе Ташкентской области, левый приток реки Чирчик.

## Гидрологическая характеристика
Гальвасай входит в число наиболее крупных притоков Чирчика с левой стороны, вместе с Каранкульсаем, Аксакатасаем, Паркентсаем и Кызылсаем. Площадь бассейна реки выше кишлака Гальвасай составляет 56,7 км², средняя высота водосбора — 1260 м. Среднегодовой расход воды, измеренный близ кишлака Гальвасай, равен 0,334 м³/с, объём стока за год — 10,5 млн м³, средний модуль стока — 5,89 л/с⋅км², слой стока — 186 см/год, по данным 20-летних наблюдений (в 1980—1999 годах) коэффициент изменчивости стока составляет 0,522.

## Течение реки

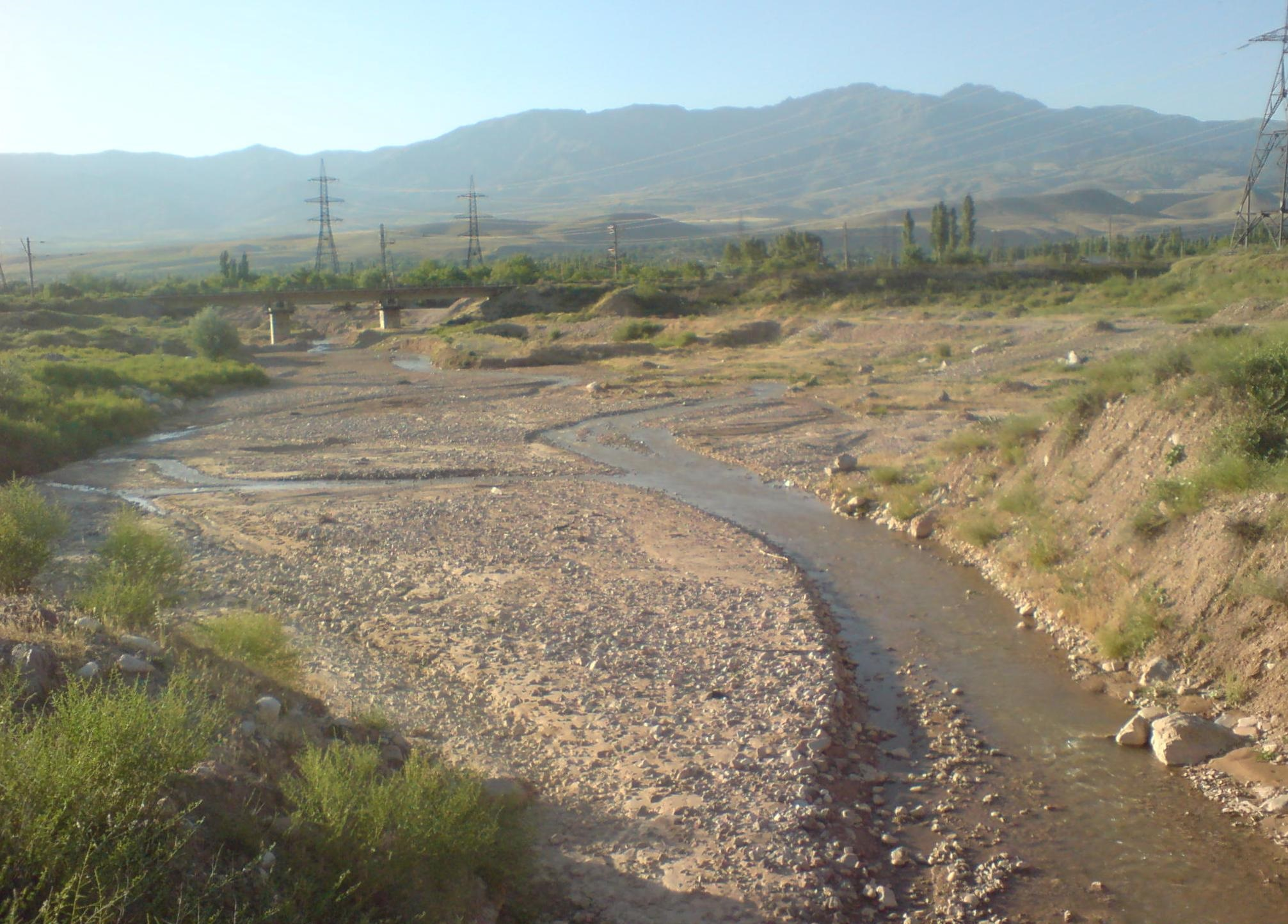
Железнодорожный мост через Гальвасай. На горизонте — горы Каржантау

Верховья реки лежат в глубоком ущелье восточнее горы Большой Чимган (отделено от неё автодорогой). Гальвасай течёт в общем северо-западном направлении с возрастающим уклоном к северу. Русло проходит в долине с живописными крутыми склонами.
Вниз по течению долина реки расширяется, склоны берегов понижаются и становятся более пологими. На берегах сая стоят населённые пункты Учтерек, Кельтас, Акмасат, Галвасай (Гальвасай), на предгорной равнине в междуречье Гальвасая и Аксакатасая построен город Газалкент. По долине сая проложена автотрасса Р-6, для которой сооружено два моста через реку (на участке между населёнными пунктами Акмасат и Галвасай). К северо-востоку от Газалкента сай пересекает автодорогу Р-12 и железную дорогу Ташкент — Ходжикент. За пересечением с железной дорогой Гальвасай впадает в водохранилище Газалкентской ГЭС на высоте около 700 м. Русло в низовьях проходит в овраге.
В долине Гальвасая имеются родники. У истоков местами произрастает арча, выше селения Гальвасай расположена ореховая роща.